# U-21-Fußball-Europameisterschaft 2007
Die 19. U-21-Fußball-Europameisterschaft wurde vom 10. bis 23. Juni 2007 in den Niederlanden ausgetragen. Es war die erste Endrunde, deren Austragungsort bereits vor der Qualifikation bestimmt wurde. Somit musste die Niederlande nicht an der Qualifikation teilnehmen, sondern war als Gastgeber gesetzt.
Gastgeber Niederlande konnte seinen Titel aus dem Vorjahr erfolgreich verteidigen.
Das Turnier diente auch als europäische Qualifikation für das Fußballturnier der Männer bei den Olympischen Spielen 2008 in Peking.

## Modus
Die Qualifikation zur U-21-Fußball-Europameisterschaft 2007 bestritten insgesamt 50 Auswahlmannschaften. Wegen des Wechsels des 2-Jahresmodus auf nunmehr ungerade Jahre, wurde eine verkürzte Version der Qualifikation für die Endrunde der Europameisterschaft ausgetragen.
Zunächst mussten die 16 schwächsten Mannschaften in eine Vorqualifikation, eine K.-o.-Runde mit Hin- und Rückspiel. Die acht Sieger qualifizierten sich für die Gruppenphase, wo sie auf die 34 gesetzten Mannschaften trafen. Die 42 Mannschaften ermittelten in 14 Gruppen zu jeweils drei Teams die Gruppensieger. Die Gruppenphase fand ohne Hin- und Rückspiel statt, stattdessen hatte jede Mannschaft ein Spiel zu Hause und eines auswärts.
Die 14 Gruppensieger bestritten danach Entscheidungsspiele für den Einzug in die Endrunde. Die sieben Siegerteams aus den Hin- und Rückspielen und Veranstalter Niederlande waren an der Endrunde teilnahmeberechtigt.
Diese acht Auswahlteams wurden in zwei Gruppen zu je vier Mannschaften gelost. Innerhalb der Gruppen spielte jede Mannschaft einmal gegen jede andere Mannschaft. Die Gruppensieger und die Gruppenzweiten erreichten das Halbfinale.
Die Halbfinalsieger spielten im Endspiel den Europameister aus. Die vier Halbfinalteilnehmer qualifizieren sich außerdem für das olympische Fußballturnier 2008 in Peking.

## Abschneiden der deutschsprachigen Mannschaften

### Deutschland
Deutschland belegte in der Qualifikationsgruppe 10 relativ souverän den ersten Platz. Einem 3:2-Auswärtssieg gegen Nordirland ließ der deutsche Nachwuchs ein 5:1 gegen Rumänien folgen und konnte sich somit für die Entscheidungsrunde qualifizieren. Dort wurde Deutschland der englischen Mannschaft zugelost, die das Duell mit 1:0 im Hin- und 2:0 im Rückspiel für sich entscheiden konnte und damit zur Endrunde fahren durfte.

### Österreich
Österreich traf in Qualifikationsgruppe 5 auf Island und Italien. Nach einem 0:0 zu Hause gegen Island und einer 0:1-Niederlage in Italien schied Österreich als Gruppenzweiter bereits in der Qualifikation aus.

### Schweiz
Der Schweiz gelang in der Qualifikationsgruppe 8 zum Auftakt ein 3:1-Sieg in der Republik Moldau. Das Heimspiel gegen England ging jedoch mit 2:3 verloren, sodass die Schweiz am Ende der Qualifikation ebenfalls nur den zweiten Platz in der Gruppe belegte und ausscheiden musste.

## Spielorte
In vier Stadien in den Niederlanden wurden die Partien ausgetragen.
| Arnheim |

| Heerenveen |

| Groningen |

| Nimwegen |

| Arnheim |

| Heerenveen |

| Groningen |

| Nimwegen |

## Vorrunde
Für die Vorrundenspiele, die in den vier Stadien ausgetragen wurden, waren die Sieger der Entscheidungsspiele qualifiziert. Diese wurden in zwei Gruppen gelost.

### Gruppe A
| Pl. | Land        | Sp. | S | U | N | Tore    | Diff. | Punkte |
| --- | ----------- | --- | - | - | - | ------- | ----- | ------ |
| 1.  | Niederlande | 3   | 2 | 1 | 0 | 005:300 | +2    | 07     |
| 2.  | Belgien     | 3   | 1 | 2 | 0 | 003:200 | +1    | 05     |
| 3.  | Portugal    | 3   | 1 | 1 | 1 | 005:200 | +3    | 04     |
| 4.  | Israel      | 3   | 0 | 0 | 3 | 000:600 | −6    | 0      |

| |   |             |     |
| 10. Juni 2007 in Heerenveen                                                                         |   |             |     |
| Niederlande                                                                                         | – | Israel      | 1:0 |
| Tore: 1:0 Maduro (10.)                                                                              |   |             |     |
| 10. Juni 2007 in Groningen                                                                          |   |             |     |
| Portugal                                                                                            | – | Belgien     | 0:0 |
| 13. Juni 2007 in Heerenveen                                                                         |   |             |     |
| Israel                                                                                              | – | Belgien     | 0:1 |
| Tore: 0:1 Mirallas (82.)                                                                            |   |             |     |
| 13. Juni 2007 in Groningen                                                                          |   |             |     |
| Niederlande                                                                                         | – | Portugal    | 2:1 |
| Tore: 1:0 Babel (33., Elfm.), 2:0 Rigters (75.), 2:1 Miguel Veloso (77.)                            |   |             |     |
| 16. Juni 2007 in Heerenveen                                                                         |   |             |     |
| Belgien                                                                                             | – | Niederlande | 2:2 |
| Tore: 1:0 Mirallas (9.), 1:1 Rigters (13.), 1:2 Drenthe (37.), 2:2 Pocognoli (70.)                  |   |             |     |
| 16. Juni 2007 in Groningen                                                                          |   |             |     |
| Israel                                                                                              | – | Portugal    | 0:4 |
| Tore: 0:1 Manuel Fernandes (37.), 0:2 Ricardo Vaz Té (45.), 0:3 Miguel Veloso (49.), 0:4 Nani (50.) |   |             |     |

### Gruppe B
| Pl. | Land       | Sp. | S | U | N | Tore    | Diff. | Punkte |
| --- | ---------- | --- | - | - | - | ------- | ----- | ------ |
| 1.  | Serbien    | 3   | 2 | 0 | 1 | 002:200 | ±0    | 06     |
| 2.  | England    | 3   | 1 | 2 | 0 | 004:200 | +2    | 05     |
| 3.  | Italien    | 3   | 1 | 1 | 1 | 005:400 | +1    | 04     |
| 4.  | Tschechien | 3   | 0 | 1 | 2 | 001:400 | −3    | 01     |

|                                                                                         |   |            |     |
| 11. Juni 2007 in Arnheim                                                                |   |            |     |
| Tschechien                                                                              | – | England    | 0:0 |
| 11. Juni 2007 in Nimwegen                                                               |   |            |     |
| Serbien                                                                                 | – | Italien    | 1:0 |
| Tore: 1:0 D. Milovanović (63.)                                                          |   |            |     |
| 14. Juni 2007 in Nimwegen                                                               |   |            |     |
| Tschechien                                                                              | – | Serbien    | 0:1 |
| Tore: 0:1 Janković (90.+3')                                                             |   |            |     |
| 14. Juni 2007 in Arnheim                                                                |   |            |     |
| England                                                                                 | – | Italien    | 2:2 |
| Tore: 1:0 Nugent (24.), 2:0 Lita (26.), 2:1 Chiellini (35.), 2:2 Aquilani (69.)         |   |            |     |
| 17. Juni 2007 in Arnheim                                                                |   |            |     |
| Italien                                                                                 | – | Tschechien | 3:1 |
| Tore: 1:0 Aquilani (4.), 1:1 Papadopulos (14.), 2:1 Chiellini (29.), 3:1 Rossi (45.+1') |   |            |     |
| 17. Juni 2007 in Nimwegen                                                               |   |            |     |
| England                                                                                 | – | Serbien    | 2:0 |
| Tore: 1:0 Lita (5.), 2:0 Derbyshire (77.)                                               |   |            |     |

## Finalrunde

### Semifinale
An Dramatik kaum zu überbieten war das Semifinale zwischen den Gastgebern und England. Die Gäste mussten eine Minute vor Ende der regulären Spielzeit durch einen spektakulären Fallrückzieher den Ausgleich hinnehmen und – nachdem sich Nedum Onuoha verletzt hatte und das Austauschkontingent bereits erfüllt war – die darauf folgende Verlängerung mit nur zehn Spielern bestreiten. Nachdem auch die Verlängerung keine Entscheidung brachte, folgte ein Elfmeterschießen, das erst im 32. Strafstoß entschieden wurde. Im 16. Durchgang vergab Anton Ferdinand bei den Engländern, während Gianni Zuiverloon bei den Niederländern die Nerven behielt und verwandelte. Damit wurde ein neuer Rekord für Bewerbsspiele der UEFA aufgestellt.
|                                         |   |         |                                   |
| 20. Juni 2007 in Heerenveen             |   |         |                                   |
| Niederlande                             | – | England | 1:1 n. V. (1:1, 0:1), 13:12 i. E. |
| Tore: 0:1 Lita (39.), 1:1 Rigters (89.) |   |         |                                   |
| 20. Juni 2007 in Arnheim                |   |         |                                   |
| Serbien                                 | – | Belgien | 2:0 (1:0)                         |
| Tore: 1:0 Kolarov (4.), 2:0 Mrdja (87.) |   |         |                                   |

### Entscheidungsspiel für die Olympischen Spiele
Da sich die englische Mannschaft nicht für die Olympischen Spiele qualifizieren konnte, mussten die Drittplatzierten der Vorrundengruppen den vierten europäischen Startplatz für das olympische Fußballturnier in Peking ausspielen.
Obwohl Giuseppe Rossi nach 75 Minuten mit gelb-rot vom Platz musste, konnten sich die Italiener in die Verlängerung retten. Portugal gelang es auch dort nicht, die Entscheidung herbeizuführen, sodass ein Elfmeterschießen entscheiden musste. Während Manuel Fernandes und Vitorino Antunes auf Seiten der Portugiesen vergaben, verwandelten die Italiener alle ihre Strafstöße und sicherten sich damit die Olympiateilnahme.
|                           |   |         |                     |
| 21. Juni 2007 in Nimwegen |   |         |                     |
| Portugal                  | – | Italien | 0:0 n. V. 3:4 i. E. |

### Finale
| Paarung        | Niederlande – Serbien |
| Ergebnis       | 4:1 (1:0) |
| Datum          | 23. Juni 2007 |
| Stadion        | Euroborg, Groningen |
| Zuschauer      | 20.000 |
| Schiedsrichter | Damir Skomina ( Slowenien) |
| Tore           | 1:0 Otman Bakkal (17.) 2:0 Ryan Babel (60.) 3:0 Maceo Rigters (67.) 3:1 Dragan Mrđa (79.) 4:1 Luigi Bruins (87.) |
| Niederlande    | Boy Waterman, Gianni Zuiverloon, Arnold Kruiswijk, Erik Pieters (89. Calvin Jong-a-Pin), Hedwiges Maduro, Royston Drenthe (78. Roy Beerens), Ryan Babel, Daniël de Ridder, Maceo Rigters (69. Luigi Bruins), Ryan Donk, Otman Bakkal Cheftrainer: Foppe de Haan          |
| Serbien        | Damir Kahriman, Branislav Ivanović, Antonio Rukavina, Aleksandar Kolarov, Milan Smiljanić, Boško Janković, Đorđe Rakić (73. Dragan Mrđa), Dejan Milovanović, Duško Tošić (65. Zoran Tošić), Nikola Drinčić, Dušan Basta (73. Stefan Babović) Cheftrainer: Miroslav Đukić |
| Platzverweise  | keine – Aleksandar Kolarov (62.) |

## Schiedsrichter
- Knut Kircher
- Stéphane Lannoy
- Robert Małek
- Craig Thomson
- Damir Skomina
- Zsolt Szabó

## Mannschaft des Turniers
| Torhüter                   | Abwehr | Mittelfeld                                                                                                  | Stürmer                                                                                        | Bester Spieler  |
| -------------------------- | --- | --- | ---------------------------------------------------------------------------------------------- | --------------- |
| Scott Carson Paulo Ribeiro | Branislav Ivanović Duško Tošić Giorgio Chiellini Leighton Baines Steven Taylor Manuel da Costa Gianni Zuiverloon | Royston Drenthe Otman Bakkal Nigel Reo-Coker Miguel Veloso Manuel Fernandes Jan Vertonghen Alberto Aquilani | Kevin Mirallas Maceo Rigters Ryan Babel Leroy Lita David Nugent Ashley Young Alessandro Rosina | Royston Drenthe |

## Beste Torschützen
| Platz | Spieler           | Tore |
| ----- | ----------------- | ---- |
| 1     | Maceo Rigters     | 4    |
| 2     | Leroy Lita        | 3    |
| 3     | Dragan Mrđa       | 2    |
|       | Kevin Mirallas    | 2    |
|       | Alberto Aquilani  | 2    |
|       | Giorgio Chiellini | 2    |
|       | Miguel Veloso     | 2    |
|       | Ryan Babel        | 2    |